# 大学書林
大学書林（だいがくしょりん）は、東京都文京区小石川にある語学の専門の出版社。主に文法書・辞典・語学関連の文庫を出版している。社章は、円の中に鷲をかたどったものである。貴重な語学書の出版が多いため、渋い装幀デザインとともに、一部に高い価格が付いた書籍があることでも知られている。

## 出版物

### 語学四週間双書
創業(1929年)当初から刊行している独習者向け語学書シリーズ。各言語の基礎を4週間で学習できるという構成になっている。中には長年改訂されず、古さが目立つ内容になっているものもある。
- 英語四週間（松本環、半田一郎改訂）
- ドイツ語四週間（森儁郎、当初『独逸語四週間』）
- フランス語四週間（徳尾俊彦、畠中敏郎改訂、改訂前『仏蘭西語四週間』）
- ロシア語四週間（和久利誓一、旧版『露西亜語四週間』岡沢秀虎）
- 中国語四週間（金丸邦三、旧版宮島吉敏・鐘ヶ江信光、当初『支那語四週間』宮島吉敏）
- スペイン語四週間（笠井鎮夫、当初『西班牙語四週間』）
- イタリア語四週間（野上素一、旧版『伊太利語四週間』徳尾俊彦）
- オランダ語四週間（朝倉純孝、旧版『和蘭語四週間』）
- ポルトガル語四週間（星誠、旧版『葡萄牙語四週間』）
- ハンガリー語四週間（今岡十一郎、当初『洪牙利語四週間』）
- ラテン語四週間（村松正俊、当初『羅甸語四週間』）
- スウェーデン語四週間（尾崎義）
- フィンランド語四週間（尾崎義）
- マライ語四週間（朝倉純孝、旧版『馬来語四週間』徳川義親・朝倉純孝）
- エスペラント四週間（大島義夫、旧版『エスペラント語四週間』小野田幸雄）
- ギリシャ語四週間（古川晴風）
- モンゴル語四週間（小沢重男、旧版『蒙古語四週間』竹内幾之助、出村良一）
- 朝鮮語四週間（青山秀夫・石原）
- 広東語四週間（中島幹起）
- ペルシャ語四週間（黒柳恒男）
- ゲール語四週間（ガルホール・三橋）
- ビルマ語四週間（大野徹）
- 日本語四週間（英文で記載、小川芳男・佐藤純一）
- インド語四週間（木村一郎）
- トルコ語四週間（柴田武）近刊とあるも刊行された形跡がない
- 現代ウイグル語四週間（竹内和夫）
- ノルウェー語四週間（下宮忠雄）

### 基礎双書
- 基礎英語（塩谷・安藤）
- 基礎ドイツ語（高橋健二）
- 基礎フランス語（鷲尾猛）[絶版？]
- 基礎ロシア語（八杉貞利）
- 基礎スペイン語（笠井鎮夫）
- 基礎イタリア語（徳尾俊彦、下位英一改訂、旧版『基礎伊太利語』）
- 基礎ポルトガル語（佐藤泰彦）
- 基礎中国語（土屋申一）
- 基礎朝鮮語（青山秀夫）
- 基礎エスペラント（川崎直一）
- 基礎インドネシア語
- 基礎ビルマ語
- 基礎タイ語
- 基礎ベトナム語
- 基礎ウルドゥー語
- 基礎ペルシア語
- 基礎アラビア語
- 基礎ネパール語
- 基礎ヒンディー語
- 基礎パンジャービー語
- 基礎マラティー語

### 会話練習帖双書、会話練習帳双書
- 日英会話練習帖
- 日独会話練習帖
- 日仏会話練習帖
- 日露会話練習帖
- 日西会話練習帖
- 広東語会話練習帖
- インドネシア語会話練習帳

ほか

### 実用会話双書
- 実用ドイツ語会話
- 実用フランス語会話
- 実用スペイン語会話
- 実用ブラジル語会話
- 実用アラビア語会話
- 英語対照スペイン語会話
- 生きたスペイン語会話

ほか

### 常用6000語
比較的近年まで常用6000語シリーズを展開していたが、英語常用6000語とロシヤ語常用6000語はすでに絶版である。
- イタリア語常用6000語

ほか

### 基礎1500語
常用6000語シリーズにはない言語も含まれている。
- ラテン語常用1500語
- エスペラント基礎1500語[1]

ほか

### 小辞典
昭和期から続いている。一部はクロース装である。
- ロシヤ語小辞典

### その他
- カナ発音表記・仏和辞典
- 和西大辞典

## ディラ 国際語学アカデミー (過去の関連会社)
- 関連会社に、55カ国語以上の語学教習を行う外国語教室（英語等）を運営する「大学書林国際語学アカデミー」 (通称 DILA、Daigakusyorin International Language Academy の略) があった[2]。しかし、2012年6月に「ディラ 国際語学アカデミー」へと社名を変更し[3]、大学書林の関連会社ではなくなっている[4]。